# Wahlkreis Niederschlesische Oberlausitz 2
Der Wahlkreis  Niederschlesische Oberlausitz 2 war ein Landtagswahlkreis zu den sächsischen Landtagswahlen 1994 bis 2009. Er hatte zu diesen Wahlen die Wahlkreisnummer 57.

## Wahlkreisgebiet
Der Wahlkreis Niederschlesische Oberlausitz 2 wurde 1994 aus Teilen der zwei früheren Wahlkreise Görlitz, Land II – Zittau II – Löbau III und Niesky – Görlitz, Land I – Bautzen III gebildet.
In der folgenden Tabelle sind die Veränderungen des Wahlkreisgebietes zwischen 1994 und 2009 dargestellt.
| Wahljahr | Städte und Gemeinden | Zugang | Abgang | Wahlberechtigte |
| -------- | --- | --- | --- | --------------- |
| 2009     | Bernstadt a. d. Eigen, Hohendubrau, Horka, Kodersdorf, Königshain, Markersdorf, Mücka, Neißeaue, Niesky, Ostritz, Quitzdorf am See, Reichenbach/O.L., Schönau-Berzdorf a. d. Eigen, Schöpstal, Sohland a. Rotstein, Vierkirchen, Waldhufen | Bernstadt a. d. Eigen, Schönau-Berzdorf a. d. Eigen Wahlkreis Löbau-Zittau 1, Ostritz Wahlkreis Löbau-Zittau 2 | | 40.412          |
| 2004     | Hähnichen, Hohendubrau, Horka, Kodersdorf, Königshain, Markersdorf, Mücka, Neißeaue, Niesky, Quitzdorf am See, Reichenbach/O.L., Rothenburg/O.L., Schöpstal, Sohland a. Rotstein, Vierkirchen, Waldhufen | | Klitten, Kreba-Neudorf (Wahlkreis Niederschlesische Oberlausitz 1), Kunnersdorf, Ludwigsdorf (Wahlkreis Görlitz) , Rosenbach (Wahlkreis Löbau-Zittau 1), Schönau-Berzdorf (Wahlkreis Löbau-Zittau 1) | 40.927          |
| 1999     | Hohendubrau (Zusammenschluss von Gebelzig, Groß Radisch und Weigersdorf), Hähnichen (Eingemeindung von Spree), Horka, Klitten, Kodersdorf, Königshain, Kreba-Neudorf, Kunnerwitz, Ludwigsdorf, Markersdorf, Mücka, Neißeaue (Zusammenschluss von Deschka, Groß Krauscha, Kaltwasser und Zodel) Niesky, Quitzdorf am See (Eingemeindung von Petershain), Reichenbach/O.L., Rosenbach, Rothenburg/O.L. (Eingemeindung von Lodenau, Nieder-Neundorf und Uhsmannsdorf), Schönau-Berzdorf, Schöpstal, Sohland a. Rotstein, Vierkirchen, Waldhufen, | Schönau-Berzdorf (Wahlkreis Westlausitz 2)                                                                     | Uhyst (Wahlkreis Niederschlesische Oberlausitz 1) | 46.979          |
| 1994     | Deschka, Gebelzig, Groß Krauscha, Groß Radisch, Hähnichen, Horka, Kaltwasser, Klitten, Kodersdorf, Königshain, Kreba-Neudorf, Kunnerwitz, Lodenau, Ludwigsdorf, Markersdorf, Mücka, Nieder-Neundorf, Niesky, Petershain, Quitzdorf am See, Reichenbach/O.L., Rothenburg/O.L., Schöpstal, Sohland a. Rotstein, Spree, Uhsmannsdorf, Uhyst, Vierkirchen, Waldhufen, Weigersdorf, Zodel. | | | 42.541          |

Für die Landtagswahlen 2014 wurde erneut die Wahlkreisstruktur in Sachsen verändert. Das Gebiet des Wahlkreises Niederschlesische Oberlausitz 2 wurde auf die Wahlkreise Görlitz 1, Görlitz 2 und Görlitz 3 neu aufgeteilt.

## Wahl 2009
| Amtliches Endergebnis der Landtagswahl am 30. August 2009 in Sachsen im Wahlkreis 057 Niederschlesische Oberlausitz 2 (Ergebnisse in Prozent) |

| Direktkandidat         | Partei          | Erststimmen in % | Zweitstimmen in % |
| ---------------------- | --------------- | ---------------- | ----------------- |
| Peter Schowtka         | CDU             | 38,8             | 42,2              |
| Kathrin Kagelmann      | Die Linke       | 23,2             | 19,3              |
| Ralf Brehmer           | SPD             | 07,4             | 08,2              |
| Stephan Latzel         | NPD             | 08,1             | 08,2              |
| Bernd Kalkbrenner      | FDP             | 17,5             | 11,4              |
| Astrid Günther-Schmidt | GRÜNE           | 04,9             | 03,6              |
| –                      | Tierschutz      | –                | 02,2              |
| –                      | PBC             | –                | 00,2              |
| –                      | BüSo            | –                | 00,3              |
| –                      | DSU             | –                | 00,2              |
| –                      | REP             | –                | 00,2              |
| –                      | Freie Sachsen   | –                | 01,9              |
| –                      | FP Deutschlands | –                | 00,1              |
| –                      | Humanwirtschaft | –                | 00,2              |
| –                      | Piraten         | –                | 01,3              |
| –                      | SVP             | –                | 00,5              |

## Wahl 2004
Die Landtagswahl 2004 fand am 19. September 2004 statt und hatte folgendes Ergebnis für den Wahlkreis Niederschlesische Oberlausitz 2:
| Direktkandidat          | Partei         | Erststimmen in % | Zweitstimmen in % |
| ----------------------- | -------------- | ---------------- | ----------------- |
| Peter Schowtka          | CDU            | 41,0             | 39,5              |
| Kathrin Kagelmann       | PDS            | 32,3             | 25,5              |
| Steven Klein            | SPD            | 07,1             | 06,7              |
| Horst Schiermeyer       | GRÜNE          | 04,1             | 03,3              |
| –                       | NPD            | –                | 11,4              |
| Danilo Fritzsche-Scholz | FDP            | 10,1             | 06,9              |
| –                       | DSU            | –                | 00,4              |
| –                       | PBC            | –                | 00,6              |
| –                       | GRAUE          | –                | 00,9              |
| –                       | BüSo           | –                | 00,6              |
| –                       | AUFBRUCH       | –                | 01,6              |
| –                       | DGG            | –                | 00,8              |
| –                       | Tierschutz     | –                | 01,7              |
| Gerd Pohl               | Einzelbewerber | 05,4             | –                 |

## Wahl 1999
Die Landtagswahl 1999 fand am 19. September 1999 statt und hatte folgendes Ergebnis für den Wahlkreis Niederschlesische Oberlausitz 2
| Direktkandidat | Partei          | Erststimmen in % | Zweitstimmen in % |
| -------------- | --------------- | ---------------- | ----------------- |
| Peter Schowtka | CDU             | 59,1             | 59,5              |
| Norbert Müller | SPD             | 12,0             | 08,0              |
| Ingrid Mattern | PDS             | 26,3             | 21,7              |
|                | GRÜNE           |                  | 01,6              |
| Kristin Schütz | F.D.P.          | 02,6             | 01,1              |
|                | BüSo            |                  | 00,2              |
|                | DSU             |                  | 00,5              |
|                | GRAUE           |                  | 00,2              |
|                | REP             |                  | 01,5              |
| –              | FP Deutschlands | –                | 00,0              |
| –              | pro DM          | –                | 02,9              |
| –              | KPD             | –                | 00,1              |
| –              | NPD             | –                | 02,1              |
| –              | Forum           | –                | 00,2              |
| –              | PBC             | –                | 00,3              |

Es waren 46.797 Personen wahlberechtigt. Die Wahlbeteiligung lag bei 63,4 %. Von den abgegebenen Stimmen waren 1,4 % ungültig. Als Direktkandidat wurde Peter Schowtka (CDU) gewählt. Er erreichte 59,1 % aller gültigen Stimmen.

## Wahl 1994
Die Landtagswahl 1994 fand am 11. September 1994 statt und hatte folgendes Ergebnis für den Wahlkreis Niederschlesische  Oberlausitz 2:
| Direktkandidat   | Partei | Erststimmen in % | Zweitstimmen in % |
| ---------------- | ------ | ---------------- | ----------------- |
| Hartmut Ulbricht | CDU    | 63,0             | 63,8              |
|                  | SPD    | 17,8             | 14,6              |
|                  | F.D.P. |                  | 01,5              |
|                  | GRÜNE  |                  | 02,9              |
|                  | DSU    |                  | 00,8              |
|                  | REP    | 02,8             | 01,7              |
|                  | Forum  | –                | 00,7              |
|                  | PDS    | 16,4             | 13,8              |
|                  | SPS    | –                | 00,3              |

Es waren 42.541 Personen wahlberechtigt. Die Wahlbeteiligung lag bei 60,1 %. Von den abgegebenen Stimmen waren 1,5 % ungültig. Als Direktkandidat wurde  Hartmut Ulbricht (CDU) gewählt. Er erreichte 63,0 % aller gültigen Stimmen.